# Розенбом
Старик Розенбом (швед. Gubben Rosenbom) — ростовая деревянная скульптура середины XVIII века в шведском городе Карлскруна. Получила широкую известность благодаря упоминанию в повести Сельмы Лагерлёф «Чудесное путешествие Нильса с дикими гусями».

## История и описание
Скульптура служит ящиком для сбора подаяний при Адмиралтейской церкви города. Щель для монет находится под шляпой, которую необходимо приподнять.
В руке фигура держит табличку с надписью на старомодном шведском:

Прохожий, стой, остановись!

На слабый голос мой явись!

Мою ты шляпу подними,

Монетку в щёлку опусти!

Блажен, кто помышляет о бедном. (Пс. 40:2)
Оригинальный текст (швед.)
Ödmjukast jag Er ber

Fast rösten är nog matt

Kom lägg en penning ner

Men lyften uppå min hatt

Säll är den som låter sig Wårda om de fattige (Kon. Dav. 41:2)

— из перевода Л. Ю. Брауде
В 1956 году оригинальная статуя была перенесена для сохранности в одно из помещений церкви, а на её место установили копию.
В мультфильме «Заколдованный мальчик» по мотивам книги церковь заменена на таверну, а скульптура без таблички стоит «для красоты» и является памятником реально служившему на флоте боцману.